# Język bangi
Język bangi albo bobangi – język z rodziny bantu, używany w Demokratycznej Republice Konga i Republice Środkowoafrykańskiej. W 1980 roku liczba mówiących wynosiła ok. 80 tysięcy.